# Hesarahalli, Chiknayakanhalli
Hesarahalli là một làng thuộc tehsil Chiknayakanhalli, huyện Tumkur, bang Karnataka, Ấn Độ.